# 波利斯凱 (切爾尼希夫區)
50°54′29″N 30°52′20″E / 50.90806°N 30.87222°E
波利斯凯（烏克蘭語：Поліське），是烏克蘭北部切爾尼希夫州切爾尼希夫區奥斯泰尔市镇的村庄。始建於1650年，面積0.82平方公里，海拔高度120米，2001年人口193，人口密度每平方公里234.8人。